# Nektardieb

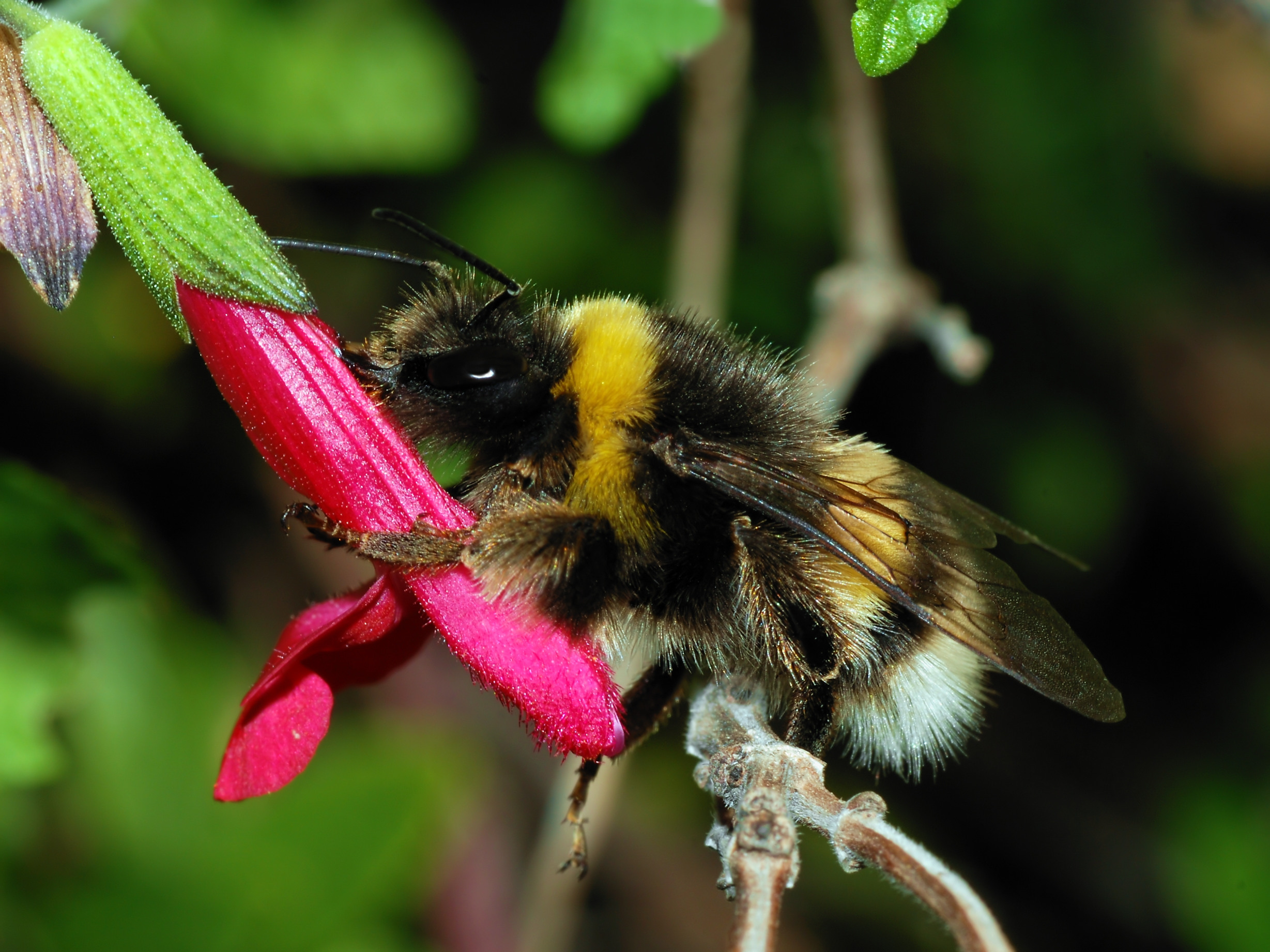
Dunkle Erdhummel, ein Nektardieb, an einer Blüte

Ein Nektardieb oder auch Nektarräuber ist ein Tier, das Nektar aus Pflanzenblüten entnimmt, ohne gleichzeitig die besuchten Blüten zu bestäuben. Zu den primären Nektardieben gehören einige Hummelarten wie Bombus terrestris und Bombus mastrucatus. Sie beißen mit ihren Mandibeln von außen Löcher in Blüten wie die des Wachtelweizens und saugen so Nektar, ohne dabei zu bestäuben. Als sekundäre Nektardiebe werden unter anderem Honigbienen und Ameisen gezählt, die die von primären Nektardieben angelegten Sauglöcher nutzen, da sie selbst keine ausreichend starken Beißwerkzeuge haben, um Löcher zu bohren.
Auch einige Tropenvögel gehören zu den Nektardieben, zum Beispiel der Alicesmaragdkolibri.